# Létra
Létra è un comune francese di 951 abitanti situato nel dipartimento del Rodano della regione Alvernia-Rodano-Alpi.
Il suo territorio è bagnato dalle acque del fiume Azergues.

## Società

### Evoluzione demografica
Abitanti censiti